# CAGE
CAGE ist eine britische Selbsthilfeorganisation, die primär die Interessen von Gefangenen islamischen Glaubens unterstützt. Sie wurde von dem Briten Moazzam Begg gegründet, um auf Menschenrechtsverstöße im Rahmen des War on Terror der ehemaligen US-Regierung unter George W. Bush aufmerksam zu machen. Insbesondere tritt CAGE für Gefangene ein, die ohne Anklage im Gefangenenlager Guantanamo Bay einsitzen. Begg selbst war einer von ihnen und wurde 2005 als unschuldig entlassen.

## Kritik

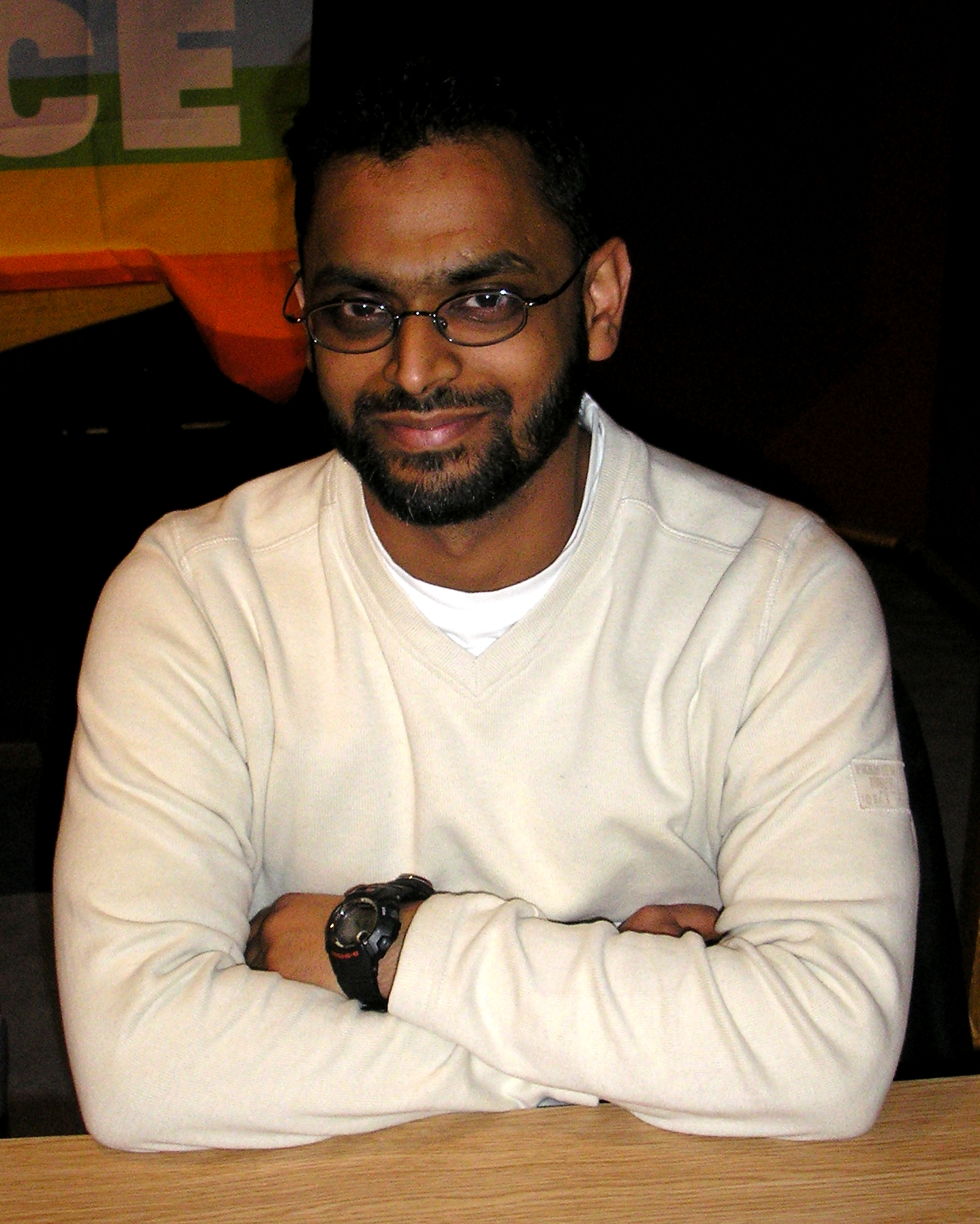
Moazzam Begg, Gründer von CAGE

CAGE gibt sich als Menschenrechtsorganisation aus, arbeitet unter anderem mit Amnesty International zusammen, steht aber in der Kritik wegen der Nähe zu al-Qaida und der Unterstützung der Scharia-Rechtsprechung. Im Februar 2010 kritisierte eine Mitarbeiterin von Amnesty International ihren Vorstand, sich mit „Großbritanniens größtem Befürworter der Taliban“ (eben Moazzam Begg) gemein zu machen. Sie wurde daraufhin entlassen. CAGE weigert sich aus religiösen Gründen, Position gegen die weibliche Genitalverstümmelung sowie die Todesstrafe durch Steinigung von Frauen im Islam einzunehmen. CAGE-Mitarbeiter hatten auch Kontakt mit dem als Jihadi John bekannt gewordenen Terroristen der Organisation Islamischer Staat (IS), Mohamed Emwasi, und zeigte Sympathien mit ihm.

## Geschichte
CAGE ging aus einer Webseite hervor, die muslimische Briten im Oktober 2003 erstellten, um die Namen von Gefangenen in US-Lagern zu veröffentlichen, die von den Behörden geheim gehalten wurden. Ziel der Webseite war es unter anderem, die Angehörigen zu informieren, dass die Personen am Leben waren. Unter Beggs Leitung entstand Cageprisoners Ltd., später in CAGE umbenannt. CAGE hat sein Büro in Londoner Westend.